# Jason Grandry
Jason Grandry, né le 31 août 1988 à Ivry-sur-Seine en France, est un judoka handisport français.

## Biographie

### Jeunesse
Jason Grandry est mal-voyant depuis la naissance à la suite d'une péridurale mal dosée,. Sa vue se dégrade progressivement et vers l'âge de 18 ans il perd totalement la vue et devient non-voyant.

### Carrière sportive
Il commence le judo à l'âge de 5 ans et pratique ce sport dans un premier temps parmi les voyants jusqu'à l'âge de 18 ans avec une acuité visuelle de 1/10e. À la suite de l'aggravation de sa rétinopathie, Jason Grandry décide d'arrêter le judo durant sept ans et s'établit à Pont-Croix dans le Finistère pour y fonder une famille. Quelques années plus tard, encouragé par son épouse, il finit par reprendre le judo à Quimper au Dojo de Cornouaille et intègre l'équipe de France de parajudo. Plusieurs fois sacré champion de France de handijudo (moins de 100 kg), il se blesse au niveau du genou (rupture des ligaments croisés) au printemps 2020.
Il échoue à se qualifier pour le tournoi paralympique de Tokyo. 
Jason Grandry remporte la médaille de bronze en catégorie J1 des plus de 90 kg aux championnats du monde 2022 à Bakou, aux championnats d'Europe de 2023 à Rotterdam (où il est aussi médaillé de bronze par équipes) et aux championnats du monde de 2023 à Birmingham. Aux Jeux paralympiques de 2024 à Paris, il remporte la médaille de bronze dans cette même catégorie.
En avril 2024, il a également participé à une séance d'entraînement avec les gendarmes de Châteaulin, mettant en avant l'accessibilité du sport pour tous et la collaboration entre les institutions.

## Palmarès

### Jeux paralympiques
- Jeux paralympiques d'été de 2024 à Paris,  France
  -  Médaille de bronze dans la catégorie J1 des plus de 90 kg

### Championnats du monde
- Championnats du monde 2022 à Bakou,  Azerbaïdjan
  -  Médaille de bronze dans la catégorie J1 des plus de 90 kg
- Championnats du monde 2023 à Birmingham,  Royaume-Uni
  -  Médaille de bronze dans la catégorie J1 des plus de 90 kg

### Championnats d'Europe
- Championnats d'Europe 2023 à Rotterdam,  Pays-Bas
  -  Médaille de bronze dans la catégorie J1 des plus de 90 kg
  -  Médaille de bronze par équipe

## Décorations
- Chevalier de l'ordre national du Mérite (2024)[6]